# イタリア共産党
イタリア共産党（イタリアきょうさんとう、伊: Partito Comunista Italiano, PCI）は、イタリアにかつて存在した政党。共産主義を掲げた政党だった。本部をローマ（ラツィオ州）に置き、左翼民主党へ移行するまでは、トスカーナ州、エミリア＝ロマーニャ州、ウンブリア州といった中部イタリアを基盤とし、西側諸国における共産党としては最大の勢力を有していた。

## 歴史

### 設立
1921年1月に、リヴォルノのゴルディーノ劇場でイタリア社会党（PSI）第17回大会が開催される中、「共産主義派」はアマデーオ・ボルディーガの呼びかけにより、サン・マルコーニ劇場に集まり、コミンテルン支部およびイタリア共産党の創立を宣言した。ニコラ・ボムバッチ、アントニオ・グラムシ、パルミーロ・トリアッティらも参加。同年5月15日の総選挙で30万票を獲得し、16人が当選した。

### 王政時代の弾圧と政権参加

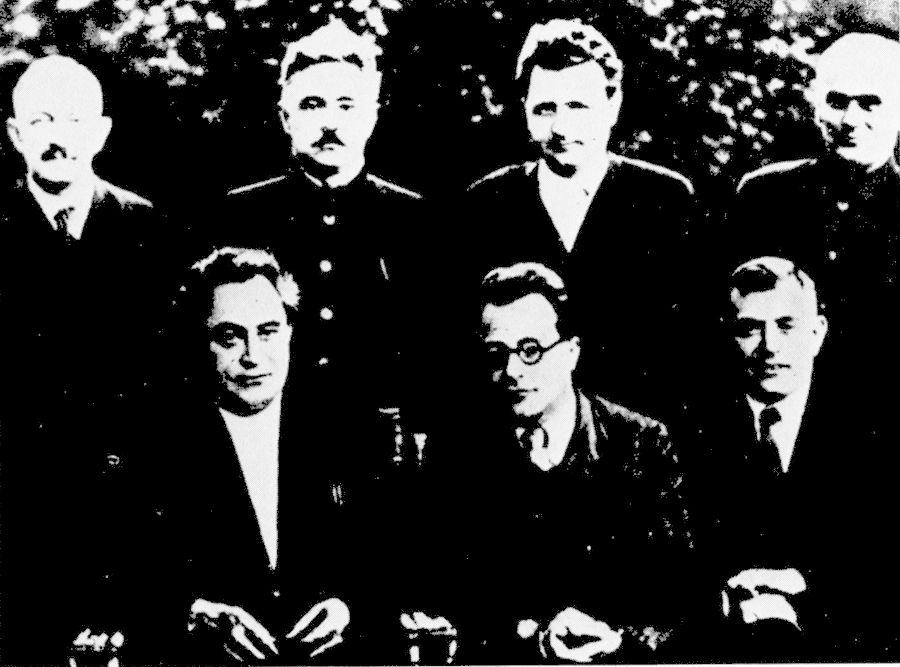
コミンテルンを訪問したパルミーロ・トリアッティ（前列中央）

しかし1922年10月にベニート・ムッソリーニ率いるファシスト党が政権を掌握すると、アマデーオ・ボルディーガら党幹部が次々に逮捕され、組織分解を余儀なくされる。1924年5月にはアントニオ・グラムシが帰国し、非合法に共産党第1回全国協議会を開催するが、1925年にはファシスト党が共産党の残党を制圧し、翌1926年にフランスのパリに指導部が亡命することを余儀なくされた上に、亡命に失敗したアントニオ・グラムシが逮捕され投獄された。
その後はグラムシの友人のパルミーロ・トリアッティが書記長の座を継いだが、ファシスト党の一党独裁が続いたため、イタリア国内における共産党の活動は弾圧されたままとなり、トリアッティはフランスからスペイン共和国に、さらにはソビエト連邦へと亡命を続けることになった。
1939年9月に第二次世界大戦が勃発し、1940年にイタリア王国も枢軸国側として参戦したものの、1943年7月にはシチリアに連合国軍の上陸を許すなど劣勢となった。その結果、同月にはイタリア王ヴィットーリオ・エマヌエーレ3世の命令でムッソリーニが逮捕され、9月にはイタリア王国が連合国軍と講和を結んだ。
しかし直後にドイツ国防軍が北部および中央イタリアを占領したことでドイツの傀儡政権である「イタリア社会共和国」が樹立され、ムッソリーニの側近となったボムバッチはこれに参加した。
1944年にはトリアッティが帰国を果たし、王制の是非は先送りして同年4月にピエトロ・バドリオ政権の副首相となり、同年6月18日にイヴァノエ・ボノーミが組閣を行った際には無任所相として入閣を果たし、
共産党は与党の1つとなった。その後も連合国軍や共産党シンパが多くを占めたパルチザンとドイツ国防軍との戦いが続き、1945年5月にイタリア北部を占領していたドイツが降伏する。

### 共和制下での勢力拡大
ヨーロッパにおいて第二次世界大戦が終結した後に行われた、いわゆる「サレルノの転換」により、1945年6月から1947年5月までアルチーデ・デ・ガスペリの挙国一致政府に参加。トリアッティが法務大臣に就いた。その後イタリアから王政が廃止されて共和制が敷かれる中で勢力を拡大してゆく。1946年には党員が230万人に達したとして、ギネスブックの「最大の共産党」の項目で共産圏以外で最大の共産党と認定されていたことがある。
1949年2月22日、フランス共産党書記長であったモーリス・トレーズが、仏露間で戦争が勃発した場合にはソビエト連邦側に立つことを表明すると、同年2月26日、イタリア共産党書記長であったパルミーロ・トリアッティも同様の表明を行った。
1956年12月に行われた第8回大会で「社会主義へのイタリアの道」いわゆる構造改革路線を採択。イタリア共産党はムッソリーニ政権を打倒したパルチザンの中心的な役割を担っていたことや、冷戦下で隣国のユーゴスラビアまでが共産化された中で、ソビエト連邦をはじめとする共産主義陣営から豊富な活動資金が流れ込んだことなどから、西側諸国の共産党では異例の高い支持率を誇った。しかし宗教の存在を否定することから、カトリック教会の総本山であるバチカンからは破門を言い渡されるなど逆風も受ける。

### ユーロコミュニズムと歴史的妥協

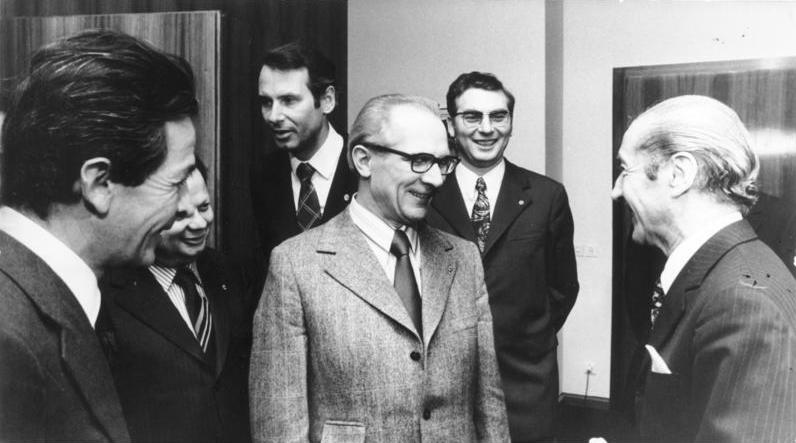
東ドイツ訪問時にエーリッヒ・ホーネッカーと会談するベルリンゲル（左端）

1973年10月には、貴族階級出身のエンリコ・ベルリンゲル書記長の主導により、党綱領から「マルクス・レーニン主義」や「プロレタリア独裁」、「暴力的革命の達成」を放棄するなど独自の穏健化路線を取ることで、国民の間に蔓延する共産主義と極左に対する恐怖心を和らげることを目指した。
さらにベルリンゲル率いる主導部は、共産主義がその存在を否定するキリスト教を教条とするキリスト教民主主義との協力路線を打ち出し、「歴史的妥協」政策による連立政権の樹立を図る事となる。
また、ソ連による1968年のチェコスロヴァキア侵攻、1980年のアフガニスタン侵攻を公然と非難する上に、ドイツ社会民主党や社会主義インターナショナルに接近するなど、ソ連と距離を置きつつ独自の政策を進める「ユーロコミュニズム」路線を推進し、1975年に行われた議会選においては得票率が30パーセント台に伸び、首都のローマやボローニャ、フィレンツェをはじめとする地方自治体の長を数多く輩出し、世界各国から多くの注目を浴びた。
しかし、「歴史的妥協」政策による勢力拡大は一時的に支持者を伸ばすことに成功したものの、冷戦下のイタリアにおいて、キリスト教民主主義内の右派やカトリック教会、大企業や労働組合、さらに「容共政権」の成立を嫌ったアメリカ合衆国の意を受けた右派から、イタリア共産党の独自路線に強い不快感を示したソ連や、共産主義の原理原則に忠実な党内左派に至るまで様々な勢力による思惑、利権が入り混じったこと、さらに旗振り役のベルリンゲル（ベルリングェル）が1984年に急死したことなどから結局成功しなかった。
また、このような共産党の勢力拡大は、イタリアの左傾化を警戒するアメリカのみならずマフィアやイタリア軍部内の右派をも強く刺激し、その結果、ネオファシスト系の団体やロッジP2が関連した、左翼テロによる仕業と見せかけることを目的としたボローニャ駅爆破テロ事件をはじめとする様々な極右テロを引き起こすことにつながった（鉛の時代）。イタリア共産党と同様に純然たるマルクス・レーニン主義を掲げていたイタリア社会党でも共産党の躍進を嫌ったベッティーノ・クラクシを党首とする右派が主導権を握って右旋回を行い、中道路線に修正した。これにより、社会党は1980年代からは大連立により政権に参加するようになったが、この結果政党同士の馴れ合いが横行するようになったイタリア政界では、冷戦終結後の1990年代にタンジェントポリと呼ばれる大規模な汚職が発覚することとなった。

### 解党
1985年にミハイル・ゴルバチョフがソ連共産党書記長に就任し、ペレストロイカを推し進めている最中の1988年6月にアキレ・オケットを書記長に選出。さらにその直後に冷戦が終結し、ソ連による各国の共産党に対するプレッシャーがなくなる中、1991年2月に開催された最後の第20回党大会で左翼民主党（PDS、のちの左翼民主主義者）への移行、事実上の解党が決定される。

### その後
その後アルマンド・コスッタやファウスト・ベルティノッティらは共産主義再建党（PRC）を結成。1998年には、ロマーノ・プローディ政権参画への対応を巡って、アルマンド・コスッタらは、左翼民主党を再度分党しイタリア共産主義者党(PdCI)を結成した。
イタリア共産党（会派・共産主義グループ）に終生所属していた欧州議会議員アルティエロ・スピネッリはユーロコミュニズムを汎ヨーロッパ主義に発展させて欧州連邦主義運動を創設し、1984年に欧州議会で欧州連合設立条約草案を可決させたことからEUに欧州連合の父の一人に数えられ、エスパース・レオポルドの建物やジャック・ドロール元欧州委員会委員長らが属するスピネッリ・グループに名前を残すなど様々な形で欧州統合の象徴的人物として顕彰されている。
2006年には、かつてはイタリア共産党の議員団長も務めたジョルジョ・ナポリターノが第11代イタリア大統領に就任した。西側先進国で初の共産党出身の大統領となった。
2016年、イタリア共産主義再建党から分派したイタリア共産主義者党は「イタリア共産主義党」への名称変更を経て、イタリア共産党の名称を使用する事を発表した。

## 歴代書記長
- アメデーオ・ボルディーガ　Amedeo Bordiga (1921-1924)

- アントニオ・グラムシ　Antonio Gramsci (1924-1926)

- パルミーロ・トリアッティ　Palmiro Togliatti (1927-1964)

- ルイージ・ロンゴ　Luigi Longo (1964-1972)

- エンリコ・ベルリングェル　Enrico Berlinguer (1972-1984)

- アレッサンドロ・ナッタ　Alessandro Natta (1984-1988)

- アキレ・オケット　Achille Occhetto (1988-1991)

## 選挙結果

### イタリア議会
| 代議院 |            |      |           |     |                          |
| 選挙   | 得票数     | %    | 議席数    | +/− | 党首                     |
| 1946   | 4,356,686  | 18.9 | 104 / 556 | 104 | パルミーロ・トリアッティ |
| 1948   | 8,136,637  | 31.0 | 130 / 574 | 26  | パルミーロ・トリアッティ |
| 1953   | 6,120,809  | 22.6 | 143 / 590 | 13  | パルミーロ・トリアッティ |
| 1958   | 6,704,454  | 22.7 | 140 / 596 | 3   | パルミーロ・トリアッティ |
| 1963   | 7,767,601  | 25.3 | 166 / 630 | 26  | パルミーロ・トリアッティ |
| 1968   | 8,557,404  | 26.9 | 177 / 630 | 11  | ルイージ・ロンゴ         |
| 1972   | 9,072,454  | 27.1 | 179 / 630 | 2   | エンリコ・ベルリングェル |
| 1976   | 12,622,728 | 34.4 | 228 / 630 | 49  | エンリコ・ベルリングェル |
| 1979   | 11,139,231 | 30.4 | 201 / 630 | 27  | エンリコ・ベルリングェル |
| 1983   | 11,032,318 | 29.9 | 198 / 630 | 3   | エンリコ・ベルリングェル |
| 1987   | 10,254,591 | 26.6 | 177 / 630 | 24  | アレッサンドロ・ナッタ   |

| 元老院 |            |      |           |     |                          |
| 選挙   | 得票数     | %    | 議席数    | +/− | 党首                     |
| 1948   | 6,969,122  | 30.8 | 50 / 237  | –   | パルミーロ・トリアッティ |
| 1953   | 6,120,809  | 22.6 | 56 / 237  | 6   | パルミーロ・トリアッティ |
| 1958   | 6,704,454  | 22.2 | 60 / 246  | 4   | パルミーロ・トリアッティ |
| 1963   | 6,933,842  | 25.2 | 84 / 315  | 24  | パルミーロ・トリアッティ |
| 1968   | 8,583,285  | 30.0 | 101 / 315 | 17  | ルイージ・ロンゴ         |
| 1972   | 8,475,141  | 28.1 | 94 / 315  | 7   | エンリコ・ベルリングェル |
| 1976   | 10,640,471 | 33.8 | 116 / 315 | 22  | エンリコ・ベルリングェル |
| 1979   | 9,859,004  | 31.5 | 109 / 315 | 7   | エンリコ・ベルリングェル |
| 1983   | 9,579,699  | 30.8 | 107 / 315 | 2   | エンリコ・ベルリングェル |
| 1987   | 9,181,579  | 28.3 | 101 / 315 | 6   | アレッサンドロ・ナッタ   |

1. 1 2  国民民主戦線の一員として

### 欧州議会
| 欧州議会 |            |      |         |     |                          |
| 選挙     | 得票数     | %    | 議席数  | +/− | 党首                     |
| 1979     | 10,361,344 | 29.6 | 24 / 81 | –   | エンリコ・ベルリングェル |
| 1984     | 11,714,428 | 33.3 | 27 / 81 | 3   | アレッサンドロ・ナッタ   |
| 1989     | 9,598,369  | 27.6 | 22 / 81 | 5   | アキレ・オッケット       |